# نسارتشالاب زرد (مقاطعة تشرداول)
نسارتشالاب زرد (بالفارسية: نسارچالاب زرد) هي قرية تقع في قسم بيجنوند الريفي (مقاطعة تشرداول) في إيران. يقدر عدد سكانها بـ 141 نسمة بحسب إحصاء 2016.